# Trissopathes tristicha
Trissopathes tristicha är en korallart som först beskrevs av van Pesch 1914.  Trissopathes tristicha ingår i släktet Trissopathes och familjen Cladopathidae. Inga underarter finns listade i Catalogue of Life.